# Wingen

Wingen este o comună în departamentul Bas-Rhin, Franța. În 1 ianuarie 2022 avea o populație de 453 de locuitori.